# Plebicula punctulata
Plebicula punctulata är en fjärilsart som beskrevs av Wheeler 1903. Plebicula punctulata ingår i släktet Plebicula och familjen juvelvingar. Inga underarter finns listade i Catalogue of Life.